# Фауста Кизичка
Фауста Кизичка је ранохришћанска мученица и светитељка из 4. века.
Рођена је у кући богатих и побожних родитеља, који су живели у граду Кизик. Током прогона хришћана од стране цара Максимијана и између 305. и 311. године. Ухваћена је као 13-годишње и мучена заједно са осталим хришћанима Кизика. Убијена је тако што је бачена у казан са кључалим катраном.
Православна црква је прославља 6. фебруара по јулијанском календару.